# Armando Martín
Armando Martín Suárez (nacido el 13 de septiembre de 1946 en Buenos Aires, Argentina) es un ex-futbolista argentino. Jugaba de delantero y su primer club fue Belgrano de Córdoba.

## Carrera
Comenzó su carrera en 1960 jugando para Belgrano de Córdoba. Jugó para el club hasta 1962. En 1963 pasó a las filas del Brown de Adrogué. Se mantuvo en ese club hasta 1964. En 1965 se fue a San Lorenzo de Mar del Plata, en donde estuvo ligado hasta 1967. En ese año se fue a España, en donde formó parte de las filas del Real Zaragoza. Se mantuvo jugando para ese club hasta 1971, cuando inmediatamente en ese año se fue a El Salvador para formar parte de las filas del Isidro Metapán. Se mantuvo en ese club hasta 1973. En 1974 regresó a la Argentina, para formar parte de las filas del Juventud Antoniana. Jugó en el equipo salteño hasta 1977. En 1978 se fue al Sportivo Italiano. Jugó en ese club hasta 1980, cuando colgó las botas definitivamente.

## Clubes
| Club                         | País        | Año       |
| ---------------------------- | ----------- | --------- |
| Belgrano de Córdoba          | Argentina   | 1960-1962 |
| Brown de Adrogué             | Argentina   | 1963-1964 |
| San Lorenzo de Mar del Plata | Argentina   | 1965-1967 |
| Real Zaragoza                | España      | 1967-1971 |
| Isidro Metapán               | El Salvador | 1971-1973 |
| Juventud Antoniana           | Argentina   | 1974-1977 |
| Sportivo Italiano            | Argentina   | 1978-1980 |